# Vilasova Lhota
Vilasova Lhota est un hameau faisant partie de la commune de Petrovice, dans le district de Příbram, en République tchèque. Sa population s'élevait à 44 habitants en 2011.

## Géographie
Il est situé à environ 1,5 km à l'est de Petrovice. Le village est traversé par un ru, le Varovský potok, et par la route 105, allant de Milevsko à Sedlčany. Vilasova Lhota compte 29 adresses.
Vilasova Lhota est aussi le nom d'une section cadastrale dont la superficie est de 1,73 km2.

## Histoire
La première mention écrite du village date de 1486.

## Sites
- Clocher en pierre portant la date de 1879, situé sur la place du village.
- À côté du clocher, croix sur un socle de pierre, portant l'inscription "Gloire au Christ".
- À la périphérie du village, à droite sur la route de Sedlčany, croix de chemin en pierre, sur le piédestal la date de 1863. Dans la partie centrale, décoration avec motif représentant un calice.
- A environ 500 m au nord-est du village se trouve l'étang "Horní a Dolní obděnický rybník", site naturel.

## Galerie

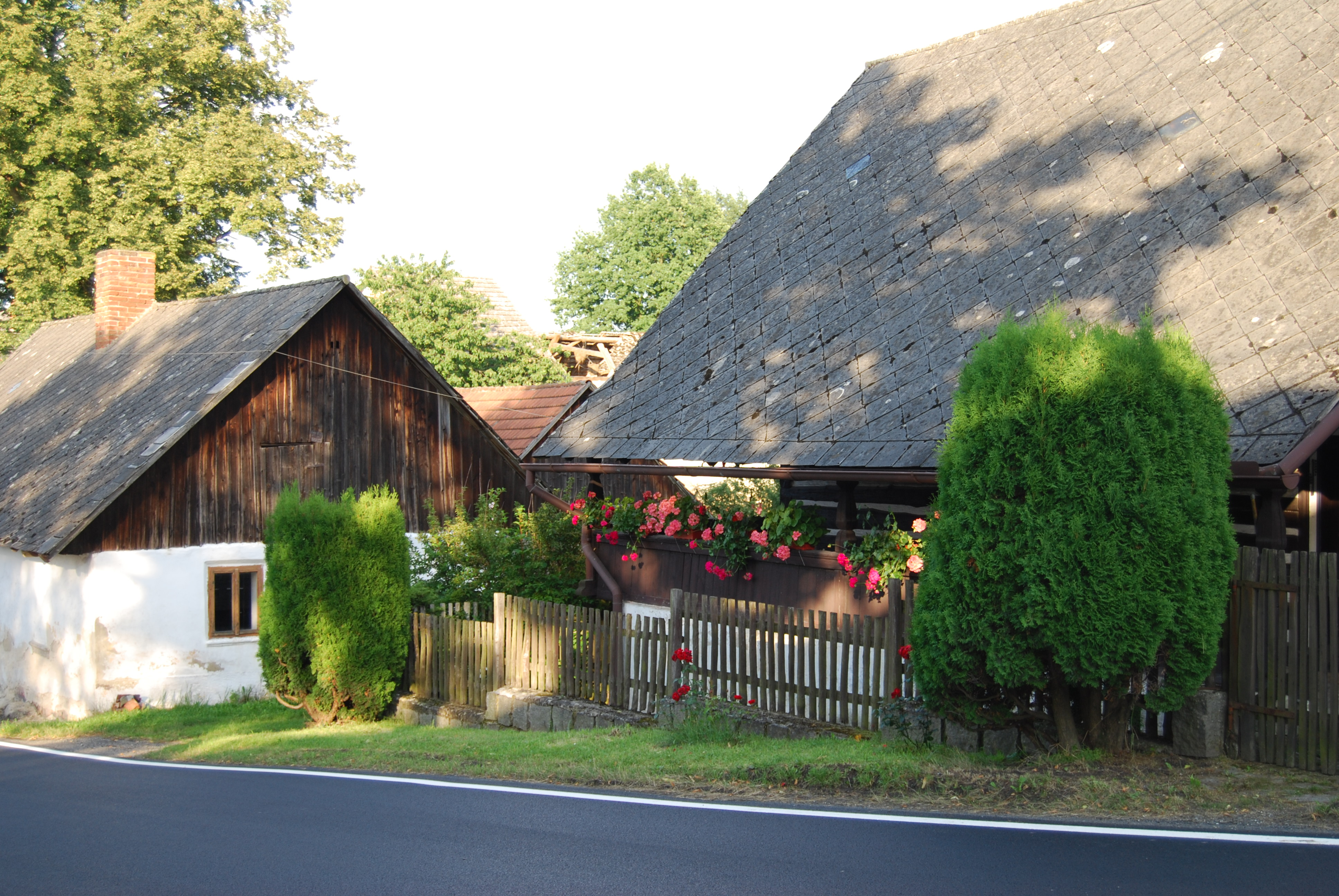
Vue du village
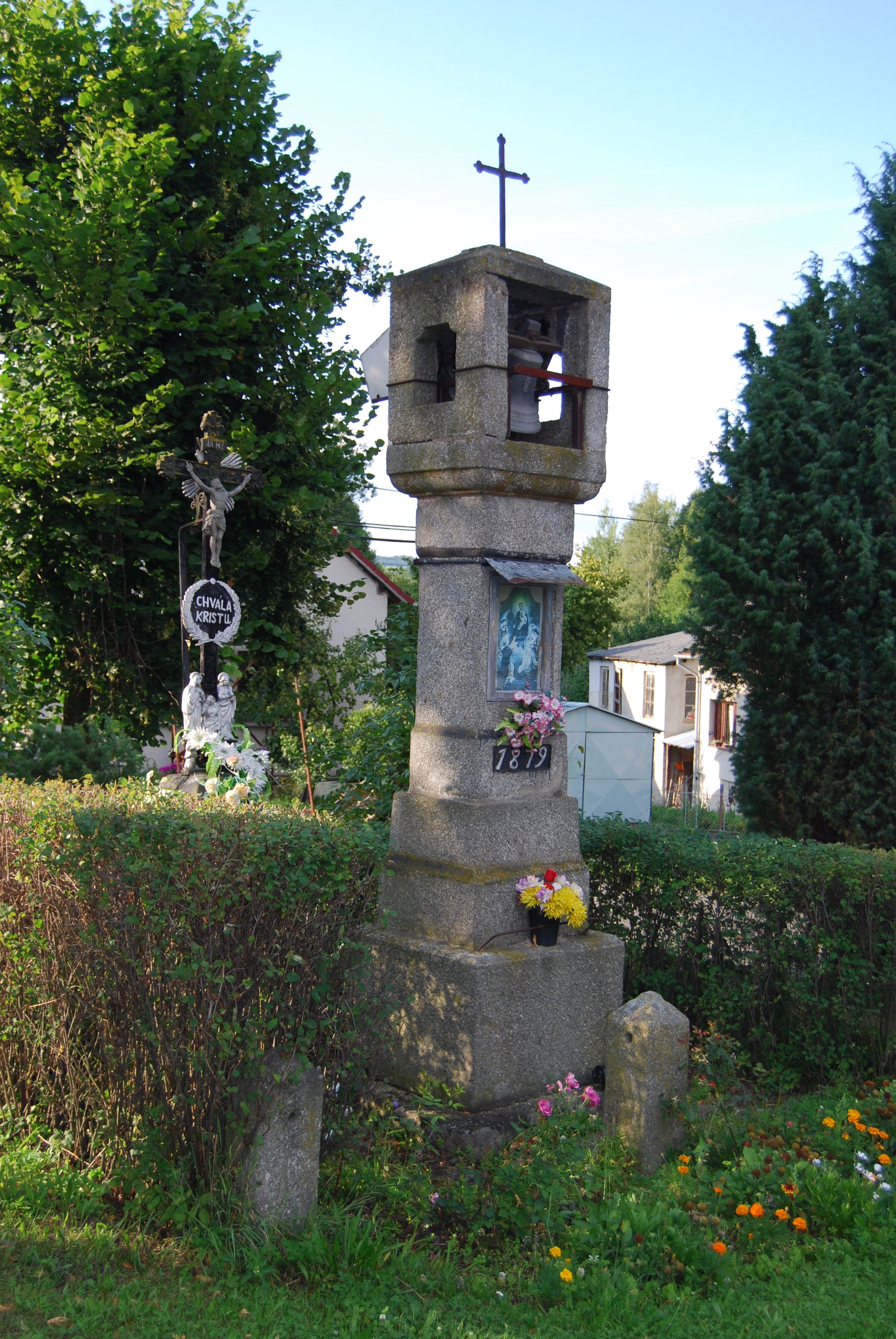
Le clocher et la croix dans le village
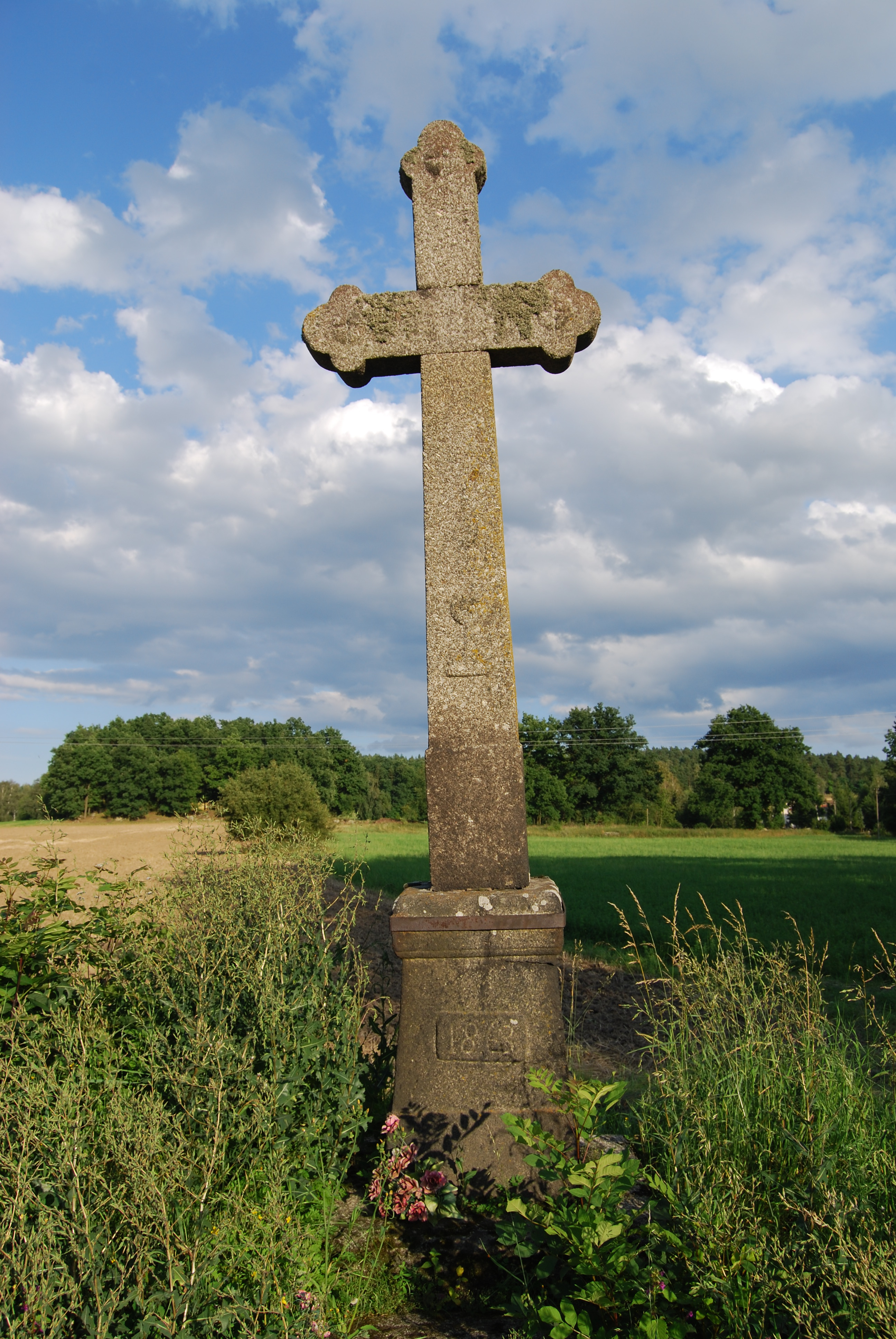
Croix à la périphérie du village

## Référence
1. ↑   Décompte des maisons d'après le ministère tchèque de l'Intérieur au 9 octobre 2009.